# Casal Nacionalista Obrer Espartacus
El Casal Nacionalista Obrer Espartacus fou una entitat cultural i esportiva de Barcelona, fundada el 1934 i vinculada a Estat Català. De caràcter popular, estava adscrit al Comitè Català pro Esport Popular (1936) i va ser uns dels organitzadors de la Copa Thälmann i de la I Challenge de la República (1936). L'esclat de la Guerra Civil espanyola truncà la seva activitat esportiva.
Segons Jaume Miravitlles, el nom d'«Espàrtac» es va adoptar en clara referència a «l'esclau romà que dirigí la revolució emancipadora de la seva classe». Però també recordava la Lliga Espartaquista de Rosa Luxemburg i Karl Liebknecht.